# Koniec Dębniacki
Koniec Dębniacki – część wsi Rębów w Polsce, położona w województwie świętokrzyskim, w powiecie pińczowskim, w gminie Kije.
W latach 1975–1998 Koniec Dębniacki administracyjnie należał do województwa kieleckiego.